# Juan Butrón Larrauri
Juan Butrón Larrauri   (Bilbao, 30 de novembre de 1900 - novembre 1992) fou un jugador basc de billar campió del món a la dècada de 1930.
Destacava en les categories de billar lliure i quadre. Fou diversos cops campió d'Espanya i tres cops campió del món.

## Palmarès
Font:
- Campionat del Món de billar de carambola lliure:  1932, 1936, 1937  1934, 1935, 1939